# جون راليه موت
جون رالي موت (بالإنجليزية: John Raleigh Mott)‏ (25 مايو 1865 -31 يناير 1955) هو مبشر أمريكي بروتستانتي رئيس لاتحاد الشباب المسيحي ولد في نيويورك درس التاريخ في جامعة أيوا العليا. حصل على بكالوريوس من جامعة كورنل سنة 1888.
حصل على جائزة نوبل للسلام سنة 1946 مع إميلي جرين بالش لعمله على تقوية المنظمات البروتستانتية الطلابية التي عملت على نشر السلام.

## السيرة الذاتية
وُلد موت في بلدة ليفينغستون مانور التابعة لمقاطعة سوليفان في ولاية نيويورك الأمريكية بتاريخ الخامس والعشرين من مايو عام 1865، وانتقلت عائلته إلى بوتسفيل، آيوا في سبتمبر من العام ذاته. درس موت التاريخ في جامعة أيوا العليا، وكان من الطلاب المتميزين الحائزين على جوائز في مجال المناظرة الطلابية.
انتقل بعد ذلك إلى جامعة كورنيل، حيث حصل على شهادة البكالوريوس عام 1888. تأثر موت بآرثر تابان بيرسون، وهو أحد الأشخاص المؤثرين الذين أسسوا الحركة الطلابية التطوعية للمهمات التبشيرية الأجنبية عام 1886. تزوج موت من ليلا أدا وايت (1866 – 1952) عام 1891 لينجب منها طفلين وطفلتين.
في عام 1910 ترأس موت -الذي كان يتبع للكنيسة الميثودية الأمريكية دون صفة رسمية- المؤتمر العالمي للمبشرين، والذي كان نقطة فارقة في الحركة التبشيرية البروتستانتية المعاصرة، وحتى الحركة المسكونية حسب رأي البعض.
عرض مسؤول في شركة وايت ستار لاين البريطانية للنقل البحري على موت وزميل له الصعود بشكل مجاني على سفينة تيتانيك عام 1912 بسبب اهتمامه بعملهما، لكنهما رفضا هذا العرض مختارين السفر على متن السفينة المتواضعة إس. إس. لابلاند. وفقًا لقصة الحياة التي كتبها سي. هوارد هوبكنز، لدى سماع الرجلين بخبر غرق سفينة تيتانيك بعد أن وصلا إلى مدينة نيويورك، نظرا إلى بعضهما البعض قائلين «من المؤكد أن الرب لديه أعمال يريد منا إنجازها».
بعد التجول في أوروبا وترويج المسكونية فيها، سافر موت إلى آسيا حيث عقد ثمانية عشر جلسة إقليمية ووطنية بين أكتوبر من عام 1912 ومايو من عام 1913، ومن ضمنها مؤتمرات في سيلان (سريلانكا) والهند وبورما (ميانمار) وملايو والصين وكوريا واليابان.
عمل موت أيضًا مع روبرت هالويل غاردينر الثالث على الحفاظ على العلاقات بين الكنيسة الأرثوذكسية الروسية وتيخون بطريرك موسكو بعد الثورة الروسية.

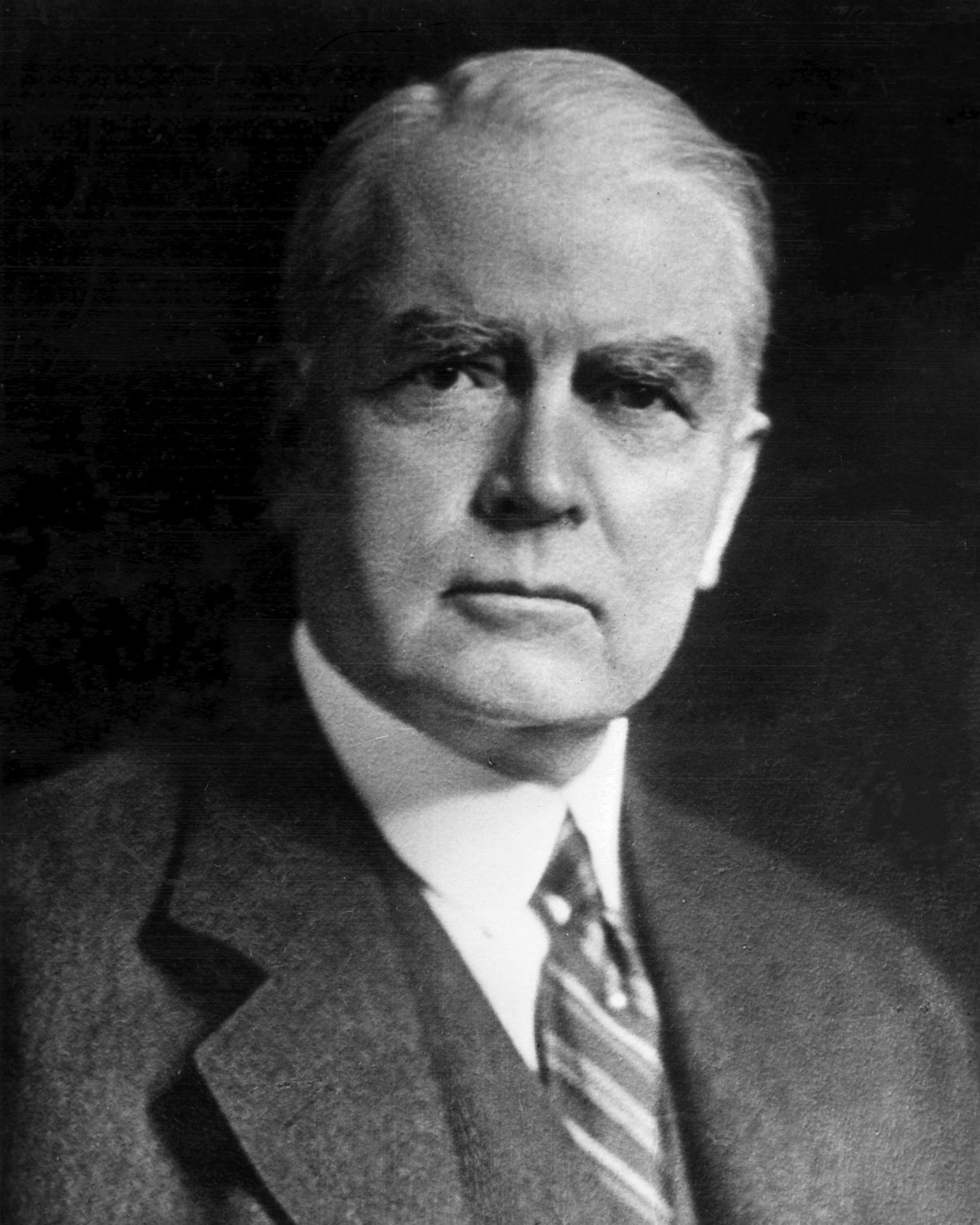
جون راليه موت

منذ عام 1920 وحتى 1928، عمل موت كرئيس للاتحاد العالمي للطلاب المسيحيين. نظرًا للجهود التي بذلها في كل من المهمات التبشيرية والمسكونية بالإضافة إلى السعي نحو السلام، يعتبر بعض المؤرخين جون موت «أكثر القادة المسيحيين تجولًا وحصولًا على الثقة حول العالم في ذلك الوقت».                                      

## وصلات خارجية
- جون راليه موت على موقع الموسوعة البريطانية (الإنجليزية)
- جون راليه موت على موقع مونزينجر (الألمانية)
- جون راليه موت على موقع إن إن دي بي (الإنجليزية)
- Nobel Committee information on 1946 Peace laureates
- Biography at Nobelprize.org
- World Student Christian Federation